# Симон-кожевник
Симон (греч. Σίμων, V в. до н. э.) — афинский ремесленник, известный благодаря своей дружбе с Сократом.

## Исторические свидетельства
Основные сведения о Симоне сообщает историк III в. н. э. Диоген Лаэртский в своём труде «О жизни, учениях и изречениях знаменитых философов»:
Когда Сократ приходил в его мастерскую и о чем-нибудь беседовал, то он делал записи обо всем, что мог запомнить; поэтому диалоги его называют «кожевничьими». Именно он, говорят, первый стал сочинять сократические диалоги.
Афинские граждане нередко проводили свободное время в лавочках в окрестностях Агоры. Здесь также собиралась молодёжь, поскольку старшее поколение неодобрительно относилось к её присутствию на самой Агоре. Известно, что Сократ часто общался с молодёжью, поэтому и возможность регулярного посещения им мастерской Симона вполне закономерна.
Согласно Диогену Лаэртскому, Симон также был знаком с Периклом:
Перикл обещал давать ему на жизнь и вызвал его к себе, но он ответил, что речь его вольна и не продажна.
Известно, что в числе сочинений Федона, ученика Сократа, были диалоги «Симон» и «Кожевничьи речи», которые не сохранились.
Симон также упоминается в «Письмах философов», которые представляют собой подделку, вероятно, I—III века н. э.
Плутарх в «Моралиях» (конец I — начало II в. н. э.) замечает, что всякий человек, нуждающийся в философии, сказал бы, что хотел бы стать Симоном-кожевником, чтобы иметь возможность пообщаться с такими философами, как Сократ.
Синезий Киренский в трактате «О жизни по Диону» (404 г.) отмечает: «Даже Симон кожевник отнюдь не собирался безоговорочно соглашаться с Сократом, но требовал обосновать каждое из его положений».
Среди исследователей нет общего мнения относительно реальности Симона. Существует мнение, что он является вымышленным литературным персонажем. Одним из основных аргументов в пользу этого является тот факт, что он ни разу не упоминается ни в сочинениях Платона, ни в сочинениях Ксенофонта. По одной из версий, образ Симона был придуман Федоном. Но, по мнению других исследователей, Симон — реальное историческое лицо.

## Сочинения
Диоген Лаэртский приводит названия 33 диалогов Симона, которые были собраны в одну книгу или свиток. Ни один из них не сохранился.
- «О богах» (Περι θεων)
- «О благе» (Περι του αγαθου)
- «О прекрасном» (Περι του καλου)
- «Что есть прекрасное?» (Tι το καλον)
- «О справедливом» — два диалога (Περι δικαιου πρωτον, δευτερον)
- «О том, что добродетели нельзя научить» (Περι αρετης οτι ου διδακτον)
- «О мужестве» — три диалога (Περι ανδρειας πρωτον, δευτερον, τριτον)
- «О законе» (Περι νομου)
- «О предводительстве над народом» (Περι δημαγωγιας)
- «О чести» (Περι τιμης)
- «О поэзии» (Περι ποιησεως)
- «О восприимчивости» (Περι ευπαθειας)
- «О любви» (Περι ερωτος)
- «О философии» (Περι φιλοσοφιας)
- «О науке» (Περι επιστημης)
- «О музыке» (Περι μουσικης)
- «Что есть прекрасное?» (Tι το καλον)
- «О знании» (Περι διδασκαλιας)
- «О собеседовании» (Περι του διαλεγεσθαι)
- «О суждении» (Περι κρισεως)
- «О бытии» (Περι του οντος)
- «О числе» (Περι αριθμου)
- «Об усердии» (Περι επιμελειας)
- «О труде» (Περι του εργαζεσθαι)
- «О стяжательстве» (Περι φιλοκερδους)
- «О похвальбе» (Περι αλαζονειας)
- «О прекрасном» (Περι του καλου)
- «О совете» (Περι του βουλευεσθαι)
- «О разуме, или О необходимом» (Περι λογου η Περι επιτηδειοτητος)
- «О дурном поведении» (Περι κακουργιας)

Исследователи выдвигали различные предположения относительно содержания этих диалогов.
По мнению В. Н. Карпова «записки Симона, если только, веря Диогену, мы не будем сомневаться в самом их существовании, вовсе не имели формы диалогической, но были самыми краткими и лёгкими очерками содержания бесед Сократовых, хотя, может быть, сохраняли в себе больше сократического характера, чем сколько выразилось его в упомянутых диалогах».
По оценке Роберта Брамбо, размер каждого из диалогов Симона не превышал двух страниц Стефана.

## Археологическая находка
В 1954 году при раскопках в окрестностях Агоры группа археологов из Американской школы классических исследований обнаружила остатки дома ремесленника, в котором были найдены инструменты для изготовления обуви, а также фрагменты килика, на котором была надпись «Симон» — имя его владельца. Находка датируется V в. до н. э. По мнению ряда исследователей, нельзя исключать возможности того, что это был дом Симона-кожевника, друга Сократа. Другие исследователи оспаривают это предположение.